# Narycia antibatis
Narycia antibatis är en fjärilsart som beskrevs av Edward Meyrick 1926. Narycia antibatis ingår i släktet Narycia och familjen säckspinnare. Inga underarter finns listade i Catalogue of Life.